# GHOST GIRL ゴーストガール
『GHOST GIRL ゴーストガール』（英語: Ghost Reaper Girl）は、紗池晃久による日本の漫画。クトゥルー神話モチーフで、成人女性が主役の変身魔法少女・霊媒アクションコメディ。2020年7月14日から『少年ジャンプ+』（集英社）で連載中。池田晃久名義の前作『ロザリオとバンパイア』終了から約6年3か月ぶりの連載である。隔週火曜更新だったが、2022年4月から4週毎の火曜更新に変更になった。英語版の通称はGRG。

## 概要
紗池にとっては3本目の連載作品。紗池晃久（さいけあきひさ）と改名してからは初めての作品である。
前作『ロザリオとバンパイア』は男子高校生の主人公が美少女に出会う青年向けのハーレムもの要素の強い少年漫画であった。それに対して、本作はアラサー女性の主人公が美青年との出会いで人生を変える物語で、登場人物や設定に女性向けの逆ハーレムものや少女漫画的な要素も持つ作品となっている。主人公がアラサー女性であることについて、編集からは「少年誌的にどうなの」と突っ込みが入っている。作品のコンセプトは「大人の変身魔法少女もの」である。作者は、子供の頃に『プリキュア』や『しゅごキャラ!』が好きだった人などにも読んでほしいと考えている。
ラヴクラフト作品・クトゥルー神話、それに関連する作品などをモチーフにしており、名称やデザイン、設定などの多くはそこから取られている。本作の構想の際のクトゥルー神話の参考には森瀬繚の著書などを挙げている。また、様々な作家・作品の影響を受けていることをTwitterなどで明かしている。
舞台は日本ではあるものの、アメリカの小説がモチーフなこともあって主要キャラに外国人が多い。物語の主な舞台は、「より多国籍になったイメージの横浜」で作者が長年住み、「特別な愛着」がある地域である。第3話では横浜市イギリス館の外観、第12話では食事シーンで横浜中華街、第14話から第23話の戦闘シーンで横浜ベイクォーターやみなとみらい大橋およびその周辺、第25話からは山手111番館をモデルにした洋館が背景として描かれたりなどしている。

### 海外展開
本作の英語版は、Akissa Saikéの名義で発表されている。そして、作者の紗池自身が元のデータを左右反転させて左開き（左綴じ）で日本と同時公開されている。紗池はいつか自分の漫画で左開きの本をつくりたいと思っていた。これは紗池が西洋文化にも魅力を感じていて、アメリカン・コミックスやフランス・ベルギーの漫画バンド・デシネなども好んでいるからである。
集英社の海外向け漫画webサービス「MANGA Plus」や小学館集英社関連で日本漫画を海外で出版する「ビズメディア」のwebサービス内の「Shonen Jump」カテゴリでは特に断りがない限りジャンプコミックスは日本語版と同じく右から左に読む右開き（右綴じ）で公開されている。その中では本作は珍しく逆方向となっており、その特殊さから、公式の紹介ツイートなどにて「通常のMangaでの読み方ではなく、作者の要望により吹き出しやコマを左から右に読む」などと注意書きが添えられている。
「MANGA Plus」ではスクロール方向を横と縦から選べるが、横スクロールでは右から左方向にしか進まないため、本作は縦スクロールに固定されている。

### 休載
本作は作者が体調を崩してたびたび休載していたが、2022年5月31日に『ジャンプ＋』のウェブサイトとアプリで作者の回復を優先させるためしばらく休止すると発表した。再開時期についてはTwitterなどで報告していくという。医師の指導に従って治療してから再開するという紗池のコメントを掲載した。2023年10月から連載が再開されたが、2024年3月に再び連載休止のお知らせが出た。

## あらすじ
多国籍なYOKOHAMAを舞台にした、童顔の売れないアラサー女優のクロエ・ラヴがイケメンゴーストのカイ・イォドに出会ったことを切っ掛けに、退魔請負人（ゴーストリーパー）になる物語である。クロエはゴーストを自身に憑依させて魔法少女のように変身し、仲間と共に悪霊や邪神などと戦っていく。

### 第1巻 - 第2巻
第1話
20XX年、死後の世界である黄泉の監獄に封印されていた多くの悪霊が現世への脱走した。
YOKOHAMAで、売れない女優クロエ・ラヴは悪霊に襲われたところを退魔請負人（ゴーストリーパー）をしているゴーストのカイ・イォドに助けられる。彼は、クロエとその主演のマイナー深夜ドラマ『ゴーストガール』の大ファンだった。カイは数週間前に悪霊が現世に脱走したことを話し出す。その説明によると、それぞれが自分と相性の良い人間を探し求めては憑依して操るのだという。そして、クロエがあらゆる霊を憑依可能な霊媒（オカルト）体質であり、そのせいで悪霊たちから狙われる危険性が高いことを警告した。人間に取り憑いた悪霊と戦うために、クロエがカイの頼みで彼を憑依させると彼女は魔法少女のように変身する。クロエは人体をすり抜けて中の悪霊のみを斬って消滅させた。カイは彼女を守りたいことなどを理由に、彼女の使い魔になる主従契約を持ちかける。
第2話
同日、クロエとカイの魂を食べようと、ゴーストのノエル・ウルタールが襲ってくる。彼は餓死した猫の霊で、いつも飢えを感じる呪いにかかり悪霊に堕ちかかっていた。しかし、カイを憑依させたクロエにより、呪いの原因のみが取りのぞかれ救われる。ノエルは負けを認め、彼女を気に入り自ら使い魔になった。アパート暮らしのクロエの部屋に2人のゴーストが同居することになる。
第3話 - 第6話
翌日、生活苦のクロエが新しいバイトを探そうとすると、カイが悪霊退治の仕事を勧めてきた。カイは自分が所属する黄泉の管理局アーカムバレットの極東部へと案内する。カイの旧友で極東部局長の女性ニャルラトホテプに試されて、ノエルを憑依させて変身したクロエはその強さと才能を認められる。無事アーカム所属の退魔請負人として採用された。クロエは、初めてカイと変身した様子が通行人に撮られてその動画がネットで拡散され〈ゴーストガール〉と呼ばれて話題になっており、コードネームはその名に決まる。
第7話 - 第13話
クロエがカイとノエルを伴って悪霊退治の初仕事をしていると、アーカム所属の同業者ドクター・ウェストが、使い魔のゾンビたちをクロエにけしかけてくる。彼は、クロエを殺して自分のゾンビに加えようとしていた。彼の使い魔のゾンビ少女ショゴスは、機械人形のような冷酷さと高い戦闘力でクロエを狙う。しかし、強力な悪霊が現れたため、彼女はそちらの相手を始める。苦戦する彼女を、クロエは怪我をしつつも助けようとした。その立ち振る舞いに感化されたショゴスは、クロエを特殊能力で治癒して心を開く。仲良くする2人を見たウェストは喜んでその関係を認め、カイとノエルもショゴスたちへの警戒を解いた。クロエはショゴスと共闘して悪霊を討ち破る。
それから数週間、クロエはまだ退魔の経験が浅いため、多くの仕事で実績を積み能力を高める。ニャルラトホテプは面倒な案件ばかり回して、クロエを人目のある所で戦うように仕向けたため、〈ゴーストガール〉の知名度は上がり続けていた。

### 第3巻
第14話 - 第23話
退魔の仕事でレベル10に達したクロエは中級者となった。ニャルラトホテプの依頼で、海に隣接する商業エリアに出る悪霊駆除の仕事を受ける。今回は複数の中級者たちのチームと一緒の作業であった。クロエたち3人は、ショゴスやウェストと再会しそのサポートを受けて、順調に悪霊および化け物たちを狩っていく。アーカムバレット局長室の諜報員スカーフェイス、極東ランキング21位のパンツァーなどの協力も得て任務を果たす。
戦いの中で、旧支配者（グレート・オールド・ワン）という邪神オスカー・クトゥルーが今回の黒幕であることがわかる。彼は海洋生物のような数々の化け物を創り出し使役していた。彼の姿を見たカイは激しく動揺する。〈ゴーストガール〉として話題になっているクロエの実力を計ろうとしたオスカーは、自身が作った海神ダゴンと戦わせて最終的にクロエの能力と可能性を評価して去るのだった。

### 第4巻
第24話 - 第32話
ダゴンを倒す様子がテレビニュースになったクロエは報道陣に追われるほど世間の注目を集めていた。ニャルラトホテプは自身の持つ洋館の一つにかくまう形でクロエたち3人を移住させる。その夜、カイはクロエのもとから去ろうとして、引き留めたノエルと口論になる。カイは、オスカーと共に悪事を働いていたこと、彼と再会した際に自身の邪悪な力を返還されていて制御しきれずにいつ暴走するかも知れないことをノエルに明かした。
〈災厄〉としてのカイを危険視し捕縛しようとしたアーカムバレット本部の総統ハスターは、極東部のランキング上位者11名イーストイレブンの中から数人をクロエたちのいる洋館に差し向けていた。そして、極東部の地下室に他の支部の幹部メンバーを集めて会議を開く。ニャルラはハスターに抗議をするが拘束されてしまう。イーストイレブンの襲撃でクロエの命に危険を感じたカイは、怒りと焦りでかつての姿を取り戻す。ニャルラの依頼で助けに来たショゴスやスカーフェイスに保護されたクロエは、カイが滅びの力を暴走させてイレブンたちを圧倒する姿を目にした。クロエは、カイが〈災厄〉と呼ばれる理由をスカーフェイスに聞かされる。しかし、クロエはカイと共に戦うことを望んで彼を説得して発動させた力を収めさせる。

## 登場人物
「本名〈コードネームまたは通称〉」と表記する。本名が不明な場合「〈コードネーム〉」などと表記。カッコ内は読み仮名、綴り。

### アーカムバレット
黄泉と現世の秩序を守る管理局で、悪霊退治などをおこなっている組織。実力があれば人間・ゴーストを問わず退魔請負人（ゴーストリーパー）に採用される。メンバーには専用のスマートフォン型のライセンスが渡され、悪霊退治など与えられた仕事をこなすと経験値のポイントが加点されて順位と報酬額が上がる。組織内でもお互いに命を奪い合うことがあり、同士討ちは禁止されていない。
英語版の綴りは「Arkham Bullet」。組織名の由来は『死体蘇生者ハーバート・ウェスト』などに登場する架空の地名アーカムから。バレット（Bullet）は英語で弾丸のこと。

#### 極東部（きょくとうぶ）
日本に所在するアーカムバレットの支部。なお、「極東部」の他「極東支局（きょくとうしきょく）」「極東支部（きょくとうしぶ）」とも表記される。
クロエ・ラヴ（Chloé Love）〈ゴーストガール〉
名前などの由来は作家のラヴクラフト。
本作の主人公。髪色はグレー。物語開始時は売れない女優をしており、顔は美しいと評価されるが暴力沙汰でトラブルを起こして降板することが多いため、主な仕事はエキストラ・死体などであった。28歳だが20歳以下に見間違えられるほど顔立ちと体型が実年齢より幼い。貧民街で生まれ育ち、子供の頃は生きるために窃盗や強奪をしたり、ごみの中から残飯をあさったりしていた。唯一主役を演じた深夜ドラマ『ゴーストガール』はスクール水着の少女が鎌で戦うホラーアクションで全く人気が出なかった。
どんな霊でも体に憑依させることができ、その能力を引き出せる霊媒（オカルト）体質。そのため、現世に悪霊が溢れてからは彼女の体を手に入れたいというゴーストなどに狙われやすくなっている。カイの勧めでアーカムバレット極東部に所属し、退魔請負人（ゴーストリーパー）になる。女優になった理由はとにかく有名になって世間を見返し、輝く人生を手に入れたいという思いからだった。悪霊退治をする動画で有名になってからは、クビになった事務所から復帰依頼があったが、悪霊退治をする中で出会った仲間たちとの今の生活を大事に感じたため、断って女優業をやめた。初めてファンであると言ってくれたカイの言葉で満足して女優への未練はなくなっており、ゴーストリーパーになるきっかけをくれたカイには感謝している。
英語版のコードネームは〈ゴーストリーパーガール（Ghost Reaper Girl）〉となっている。
〈憑依変化〉
憑依させた魂魄のエナジーを濃く引き出し、自分自身をその魂魄に近づけた髪色や衣装・特性に変化させる。
憑依変化（＋カイ）
変身姿は、彼女自身にカイの特徴が加わる。モノキニ水着のようなレオタードにマントなどをつけたコスチュームになる。このとき、カイの人格が鎖鎌として具現化される。この姿のクロエは霊技（スキル）「スルー・ザ・ブラッド」が使用可能になり、人体や防御をすり抜けて任意の霊のみを切ることができる。ただし、カイが憑依しなくても、鎌と化したカイでこの霊技を使ったことがある。修行するうちに「追跡する鎖（ハウンド・チェーン）」も会得する。担当編集によると、この技には作者が好きだった『聖闘士星矢』のアンドロメダ瞬の必殺技の影響がうかがえる。
憑依変化（＋ノエル）
変身姿は、彼女自身にノエルの特徴が加わる。猫耳としっぽが生え、ノースリーブで丈の短いカマーベストと、スリットの入ったズボンのコスチュームになる。このとき、しっぽがノエルの人格の猫となる。この姿のクロエは動体視力と跳躍力・速度が高まる他、攻撃の際は爪が伸び引っ掻いて切り裂く。
憑依変化（＋ニャルラトホテプ）
変身姿は、彼女自身にニャルラトホテプの特徴が加わる。肌は褐色になり、肩出しのワンピースにナースキャップが付属される。このとき、ニャルラの人格は帽子に現れて、正面についた一つ目の模様で喋り、帽子の真後ろから伸びた尻尾のような触手を自由に動かす。この姿のクロエは剛力になり、拳による打撃や足蹴りなどの単純な肉弾戦が得意となる。

カイ・イォド（Kai Iod）〈災厄（さいやく）〉
姓などの由来は小説『狩りたてるもの』などに登場する架空の神性、旧支配者イオド。
クロエの使い魔。黄泉の国から来たゴーストでアーカムバレット所属の退魔請負人（ゴーストリーパー）の男性。普段は素肌にジャケットを着ている。女優としてのクロエのファンで、彼女の出演作はすべて把握しており、特に『ゴーストガール』がお気に入り。クロエの身を守りたいこと・活躍を生で見たいこと・彼女を英雄として有名にしたいことなどを理由に主従契約を持ちかけて自ら使い魔となる。ロリコンで発言はときどき変態的になるが基本は無害な紳士でもあり、家事が得意でクロエと同居してからは料理を率先して担当する。クロエには発言面で「残念」、家事や戦闘では「有能なイケメン」と評価される。普段から肌にまとわせた鎖を武器として使用する他、自分自身の姿を鎖や鎖鎌に変えることができ、鎌になると通常よりテンションが高く変態的な発言をする。過去に大罪を犯しているが弱体化しているためか物語当初はニャルラには見逃されていた。
正体は邪神であり、クロエの生前より遥か前に、黄泉の国を作った神ヨグ・ソトースに、黄泉の門を開く力〈銀の鍵〉を授けられていた。邪神の姿は頭部に2本の角が生えて髪が長くなり、長い鎖を何重にも巻き付けた、よりゴシックな衣装となる。オスカーに配下になるように誘われ最初は断っていたが、その後やがて主従関係を結び彼の使い魔となる。また、大国を黄泉に沈めたことがあり、「〈災厄〉ヨグ」と呼ばれるようになった。

ノエル・ウルタール（Noel Ulthar）〈魂奪者（プレデター）〉
姓などの由来は小説『ウルタールの猫』などに登場する架空の町。
第2話初出。クロエの使い魔。普段はウェイターのようなカマーベストの衣装を着た長髪の男性ゴースト。生前は空腹で苦しんだ猫で、先に死んだ兄弟猫や自分のしっぽを食べて力尽き餓死した。他の魂魄を食べることでその能力を自分のものにできるが、終わらない飢えを感じる呪われた魂奪者（プレデター）の霊技を持つ。名前や人間の姿や知識などはその能力で他の魂魄から得たものである。登場時は霊に憑く悪霊にさらに憑かれており、クロエの「スルー・ザ・ブラッド」で悪霊堕ちから救ってもらって彼女を気に入り、飼い猫になるのが夢だとして自ら使い魔になった。クロエに憑依したときや力を消耗すると、タキシード模様の猫になる。語尾には「にゃ」をつける。
自己中心的な性格でクロエを取り合う形でカイとはケンカすることが多いが、仲間意識は感じており、オスカーと会って以降のカイの変化に気づいて悩みを聞き出そうと行動した。
英語版ではセリフの一部を「mew（ミュー）」や「meow（ミャオ）」など猫の鳴き声に置き換えて喋る。これは英語圏の猫好きがSNSなどで使う「cat pun（キャットパン）」という猫ダジャレである。また、cat（猫）の文字数合わせのセリフで喋ることもある。これは、英語で円周率を覚えるときの記憶術「piem（パイエム）」に似たもので、日本語の語呂合わせのようなもの。

ニャルラトホテプ（Nyarlathotep）〈這い寄る混沌（はいよるこんとん）〉
名前などの由来は小説『ニャルラトホテプ』などに登場する架空の神性、千の化身を持つとされるエジプト風の名前の旧支配者ニャルラトホテプ。
第3話初出。アーカムバレット四方長の1人であり、極東部の局長。愛称はニャルラ（Nyarla）。片目にホルスの目のような模様を施した褐色の美女でナースのコスプレをしている。長い髪のポニーテールを自由に動かして攻撃することが可能。性別かまわず好みの者に魅了（チャーム）をかけて虜にする。クロエのことを気に入り、初めて会った時には魅了をかけて唇を奪おうとする。さらに、「お医者さんごっこ」と称して服を脱がそうとしたり、体をまさぐったりなどするなどちょっかいをかける。クロエのことは退魔の仕事面でも期待しており、わざと彼女を人目につく場所で戦わせて黄泉の監獄を破った敵をおびき出そうとした。邪神であり、〈外なる神〉とも呼ばれる。ダゴンと戦った時は、魂魄の一部である分身体をクロエの側に送り憑依して力を貸す。その際は細長い滴形の体に一つ目のついた姿をとった。分身体をいくつか持っており、クロエの監視をしていたこともある。

ショゴス（Shoggoth）〈殺戮人形（さつりくにんぎょう）〉
名前などの由来は小説『狂気の山脈にて』などに登場する架空の不定形な生物ショゴス。
第6話初出。ドクター・ウェストの使い魔の美少女ゾンビ。愛称はショゴたん。アーカムバレット極東部内ランキングは7位でイーストイレブンの1人。体や服や髪などの形状変更が可能で、普段は両手を刀の刃に変え敵を斬り裂いて戦い、状況に合わせてハンマーやバールなど他の武器にも変形させる。霊技は癒し系のみを持っていて、攻撃自体は物理系である。ある国の諜報機関に暗殺者として仕込まれた少女の死体にその魂魄を込め、南極で見つかった古代の人食いの細胞をウェストが合成させたゾンビ。ウェストの最高傑作で戦闘能力が高いが、「てけり」または「てけり・り」としか喋れない。変身ヒーローや魔法少女が好きで、普段から着用するセーラー服は生前にテレビで見た魔法少女の衣装を模したものである。他にはあまり興味を示さないが、クロエが変身する動画を見て釘付けになりファンになっていた。親代わりのウェストにも「感情がない」と思われていたが、もともと感情の起伏はあり褒められると素直に笑うなどしていた。クロエと出会ってからはより感情豊かな様子を見せるようになり、彼女に影響されて戦闘時は長髪をツインテールに、フリルの付いた袖をつけるようになった。クロエに対しては憧れを通り越して恋愛感情のような態度を示し、ウェスト以外では最も懐いている。
英語版での愛称はショギー（Shogy）とされている。

ウェスト（West）
名前などの由来は小説『死体蘇生者ハーバート・ウェスト』に登場するマッドサイエンティスト。
第6話初出。アーカムバレット極東部の幹部。「死体蘇生者ドクター・ウェスト（Doctor West）」と呼ばれる眼鏡をかけた死体の研究家の男性。当初はクロエを自分のゾンビに加えようとして殺そうとしていたが、ショゴスがクロエに懐いた様子を受けて逆に守るべき存在だと認識するようになった。ショゴスとは父娘のような関係になっている。化学的霊技「ゾンビエーテル」で死体をゾンビにすることができ、回復力や狂暴化を与える。また、自分の欠損した部分の再生が可能。

〈パンツァー（Panzer）〉
第14話初出。アーカムバレット極東部ランキング21位でコーンロウの髪型の男性。ショゴスの敵に対する冷酷さと強さに憧れ目標にしており心の師にしている。最初は新顔でランキング圏外のクロエをバカにして難癖をつけたり、ショゴスがクロエにのみ甘い態度で接するのを見て嫉妬したりしていたが、憑依変化したクロエの強さを見て評価を改めて謝罪をする。共に戦うクロエとショゴスに見惚れてカイに呆れられる。化け物をおびき出す際には手榴弾を使用するが、攻撃は素手でおこなっている。クロエとショゴスに触手が迫った際は2人を庇って引きずり込まれた。クロエには「パンツ（Pants）さん」と呼ばれる。

〈スカーフェイス（Scarfase）〉
第14話初出。アーカムバレットの局長室専属の諜報員。毒舌で協調性はないが沈着冷静な片頬に傷のある男性。魂魄のエナジー弾を作り、飛ばして敵を攻撃する。また、その弾から認識疎外の霊技を煙草に込めて、その煙で周りから悟られずに行動ができる。
14話ではもともと名前も設定もないモブキャラだったが、端正な顔立ちだったことからTwitterなどで一部の読者に活躍を期待されたりしたことを受けて、21話でコードネームが明かされレギュラー入りを果たす。商業エリアの戦闘では、彼の活躍に合わせてもともと予定していたシナリオが見直された。

チャコ（Chaco）
第3話初出。アーカムバレット極東部の幹部で受付をしている、シルクハットを被ったてるてる坊主のような形状のゴースト。また、ゴーストリーパーたちの事後処理をすることもある。

##### イーストイレブン
アーカムバレット極東部のローカルランキングの上位11人のこと。実際に戦った順位でなく、ポイントによるランク付けとなっている。逆らう物は同じ組織内でも始末するということで、他のメンバーからは恐れられている。「邪神クラスの敵を殲滅する専門チーム」とされている。
夜鬼（やき）〈狂戦士（バーサーカー）〉
名前などの由来は小説『未知なるカダスを夢に求めて』などに登場する架空の生物ナイトゴーント。その邦訳名の夜鬼。
第26話初出。イーストイレブン序列3位。劣化邪神（レッサー・オールド・ワン）と呼ばれる「ナイトゴーント」の種族。ハスターの命令でカイを捕縛しに来た。両手を上げて大人しく捕まろうとしたカイを煽って怒らせる。
英語版では名前がナイトゴーント（Night-gaunt）となっている。

シャンタック（Shantak）
名前の由来は小説『未知なるカダスを夢に求めて』などに登場する架空の生物シャンタク鳥。
第28話初出。イーストイレブン序列6位。サングラスをかけた男性。片鎌槍を武器に使用する。コウモリのような翼を生やして飛行が可能。

ショゴス
序列7位。詳細はショゴスの項目参照。

ピッチ（Pitch）
第28話初出。イーストイレブン序列8位。道化師の恰好をした小柄で糸目の男性。

ギリアム（Gilliam）〈蒸気機人（スチームパンクス）〉
第28話初出。イーストイレブン序列9位。ほぼ全身がメカのスキンヘッドの男性。魂魄で蒸気を生成し、その動力で鋼鉄に改造した体を操る。カイに「蒸気鉄槌（スチームハンマー）」という技を繰り出すが、返り討ちに合い下半身を失う。

アルフ〈放火魔（ほうかま）〉
第29話初出。イーストイレブン序列10位。口髭の生えた男性。火炎技が得意で背負ったボンベに入った可燃ガスを魂魄で練り上げ操る。カイに霊技「フラッシュオーバー」を放つが、片腕を失う。
英語版の名はフレッド（Fred）。

#### その他
ハスター（Hastur）
名前などの由来は『闇に囁くもの』などに登場する架空の神性ハスター。
第24話初出。アーカムバレット本部の総統。カイを捕縛するため極東部にやってきて、イーストイレブンに指令を出した。自身を正義だとしている。眉毛のデザインは「ちょっとした冒険」であるとのこと。

イタカ（Ithaqua）
名前などの由来は『風に乗りて歩むもの』などに登場する架空の神性イタカ。
第27話初出。アーカムバレット四方長の1人で北方部局長。サイドに三つ編みをした長髪の男性。その造形は『CLAYMORE』などの八木教広（師匠）の作品の影響を受けている。

### 旧支配者（グレート・オールド・ワン）
オスカー・クトゥルー（Oscar Cthulhu）
姓の由来は『クトゥルーの呼び声』などに登場する架空の神性クトゥルー。
第16話初出。旧支配者（グレート・オールド・ワン）と呼ばれる絶対的上位の存在、邪神の王であるクトゥルーの種族の男性。人の姿をしているが、彼を目にした人間は正常な状態でなくなるような恐怖心を感じる。空間転移の霊技を操り、南緯47度9分 西経126度43分 / 南緯47.150度 西経126.717度地点に沈むルルイエの海底城を遠く離れたYOKOHAMAの海とつなげることも可能。両肩からそれぞれ自由に曲がって長く伸びる複数の手を生やすことができる。深きもの（ディープ・ワン）を従え、数々の合魂獣（ごうこんじゅう）、海神ダゴンを創って人間たちを襲わせており、人間のことはエサのように考えている。商業地区での行動の目的はカイに再会することであり、彼がいつか自分のもとに戻ってくると思っている。クロエを「器」と蔑み威圧したが、彼女の憑依変化と戦いを見て感心し、一定の評価をしてクロエたちを見逃した。
クロエの生前より遥か前に、カイと主従契約を結んだ本当の主人。弱体化した邪神の中では先祖返りで強い力を持って生まれたため身内には疎まれており、親代わりの侍女（メイド）に面倒を見られていた。邪神の尊厳を取り戻そうして強い仲間集めに躍起になっていたとき、〈銀の鍵〉を持ったカイに興味を持って自分の配下にと勧誘した。断られても諦めず、カイへの贈り物を用意しようと邪神を召喚するうちに本人を偶然呼び出す。

## 書誌情報
- 紗池晃久『GHOST GIRL ゴーストガール』 集英社〈ジャンプ・コミックス〉、既刊4巻（2022年3月4日現在）
  1. 2020年12月4日発売[47]、ISBN 978-4-08-882507-6
  2. 2021年3月4日発売[48]、ISBN 978-4-08-882625-7
  3. 2021年9月3日発売[49]、ISBN 978-4-08-882783-4
  4. 2022年3月4日発売[50]、ISBN 978-4-08-882889-3